# 毛瓣无患子
毛瓣无患子（学名：Sapindus rarak）为无患子科无患子属下的一个种。

## 扩展阅读
- 維基物種上的相關：毛瓣无患子